# Keisuke Ota (fodboldspiller, født 1979)
 For alternative betydninger, se Keisuke Ota. (Se også artikler, som begynder med Keisuke Ota)
Keisuke Ota (født 24. april 1979) er en tidligere japansk fodboldspiller.
Han har spillet for flere forskellige klubber i sin karriere, herunder Avispa Fukuoka og Thespa Kusatsu.